# Jacques Gaillot
Jacques Gaillot, también conocido como Monseigneur Gaillot o el Obispo Rojo, (Saint-Dizier, 11 de septiembre de 1935-12 de abril de 2023), fue un religioso católico francés, obispo residencial de la diócesis normanda de Évreux desde 1982 hasta su destitución por la Santa Sede y traslado en 1995 a la diócesis titular de Partenia desde donde no obstante, ha continuado con su labor en defensa de su pensamiento. Monseñor Gaillot ha destacado por su activismo en favor de diversas causas sociales como el uso de preservativos frente al Sida, el matrimonio de sacerdotes, los derechos de los homosexuales y el pacifismo, origen de controversias con la jerarquía católica conservadora.

## Obispo de Évreux
Fue nombrado obispo de la diócesis de Évreux en 1982 destacando prontamente en sus posicionamientos en favor de la defensa de la objeción de conciencia y en contra de la proliferación de armas nucleares. En apoyo a la primera Intifada palestina, se reunió con Yasser Arafat en el exilio de este en Túnez en 1985. En 1987 viajó a Sudáfrica para manifestarse en contra del  apartheid. En 1991 declaró en una carta abierta su oposición a la Guerra del Golfo.
Su pensamiento en favor de la integración de los inmigrantes y expresado en su obra Coup de gueule contre l'exclusion donde se criticaba la política del ministro francés Charles Pasqua sirvió de excusa para que junto a las numerosas discrepancias con las posiciones tradicionales de la jerarquía católica, la Santa Sede forzara su destitución y traslado a la sede titular de Partenia en 1995, decisión interpretada por sus defensores como un castigo por su disidencia.

## Obispo de Partenia
Entonces Jacques Gaillot multiplicó sus intervenciones en favor de las personas más desfavorecidas junto al abate Pierre y por causas como la de integración de los inmigrantes en Europa o la del pacifismo. En 1995, intervino en una conferencia en Detroit de la organización Call to Action junto a otros controvertidos teólogos católicos como Hans Küng o Thomas Gumbleton. Es miembro directivo de la organización francesa Droits devant. En 2015 fue recibido en el Vaticano por el papa Francisco.